# Vatikánská kultura

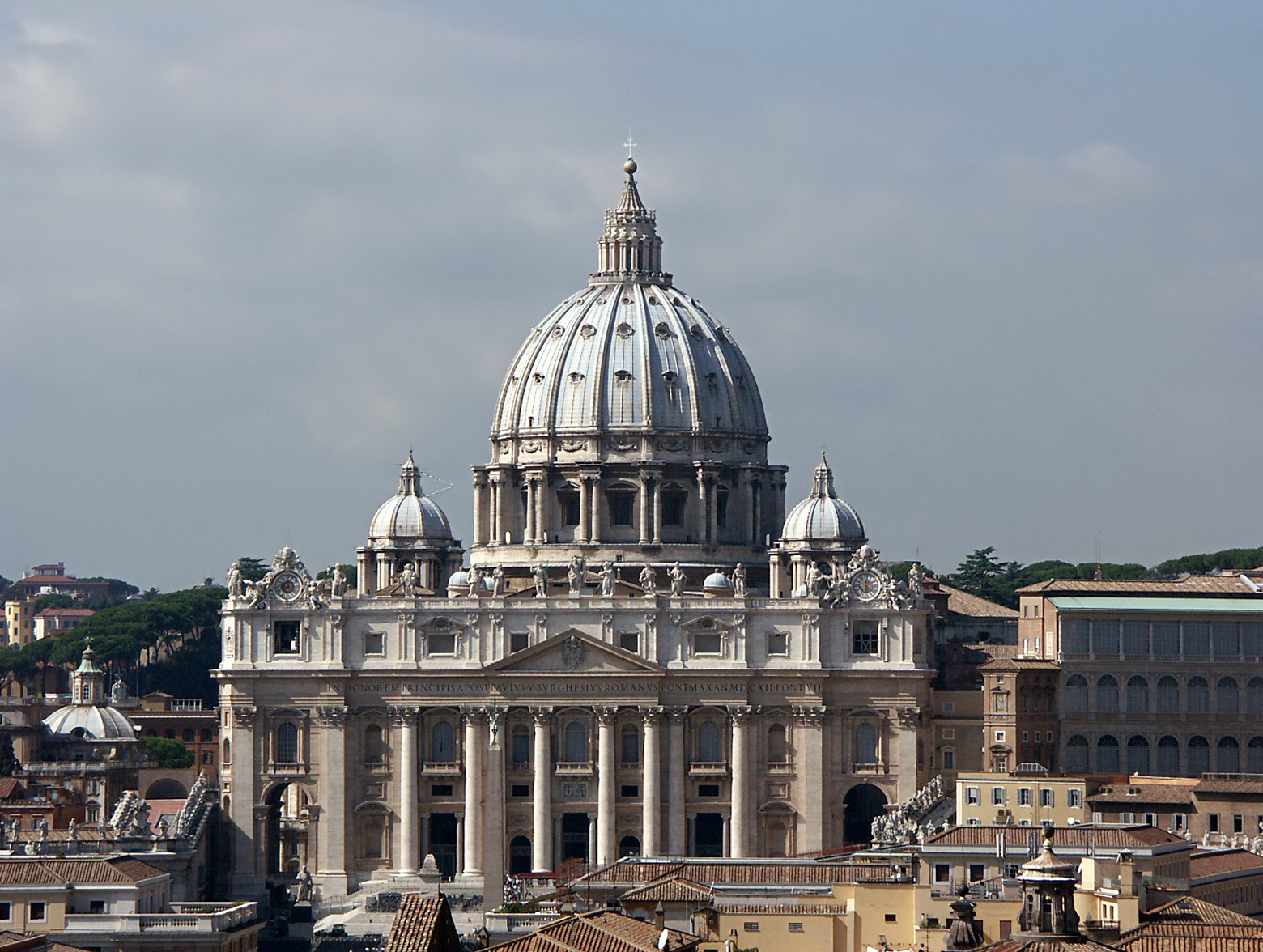
Bazilika sv. Petra

Vatikán je vzhledem ke svému historickému a duchovnímu významu jedním z kulturních center Evropy. Ve zdejších budovách i v muzeích jsou soustředěna některá z nejslavnějších uměleckých děl světa. Mnozí z papežů byli významnými mecenáši umění, kteří objednávali či kupovali mistrovské práce nejznámějších umělců. Z těchto důvodů je celé území Vatikánského městského státu od roku 1984 zapsáno na Seznam světového kulturního dědictví UNESCO. Navíc je podle Haagské úmluvy z roku 1954 zvlášť chráněno v případě válečného konfliktu jako významná kulturní památka.

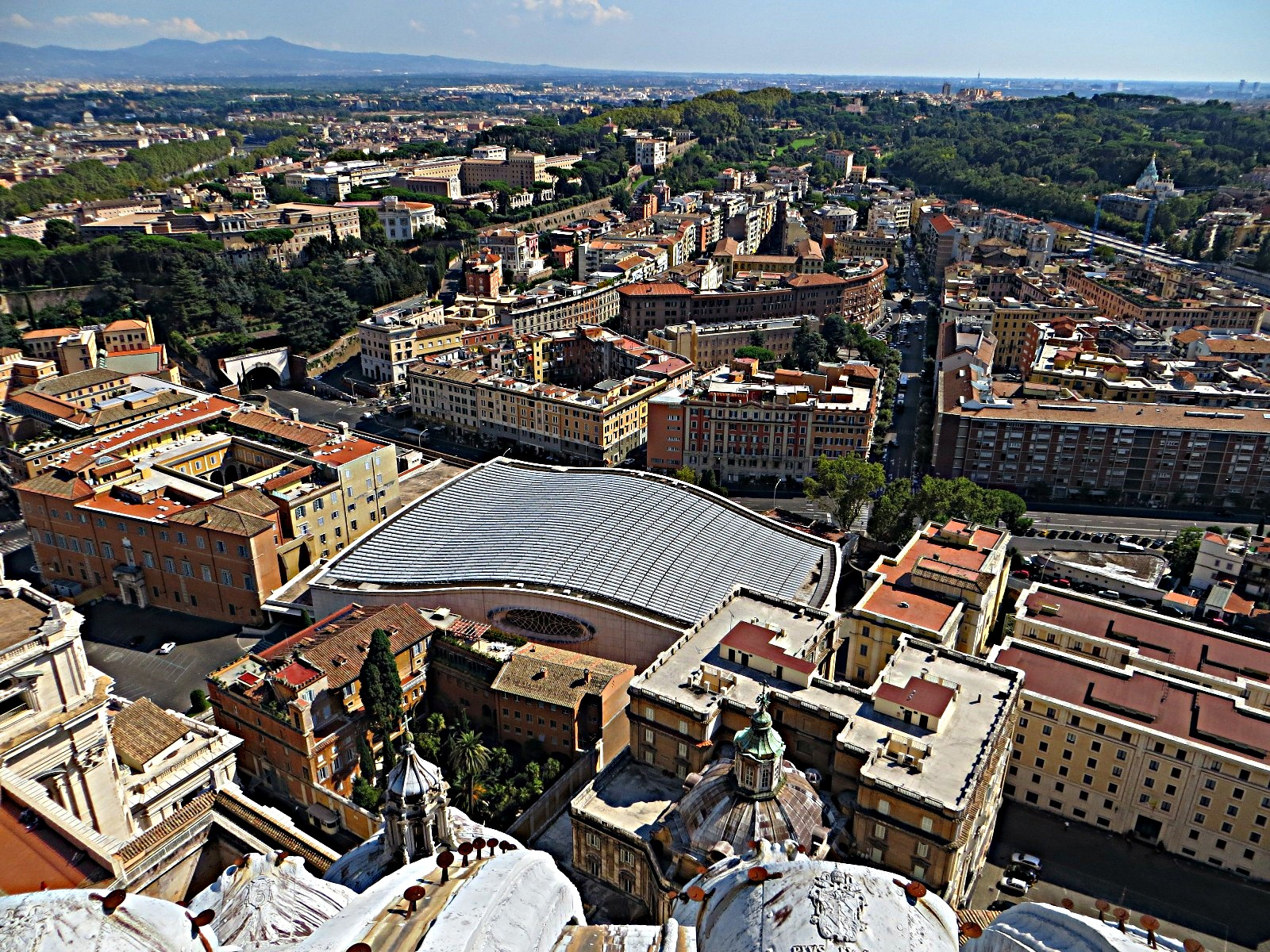
Aula Pavla VI.

## Architektura
Na malé rozloze se ve Vatikánu nachází množství architektonických památek, s vysokým podílem církevních staveb. Bazilika sv. Petra, k jejímž architektům patří Donato Bramante, Michelangelo Buonarroti, Giacomo della Porta, Carlo Maderno a Gian Lorenzo Bernini, je skvostem renesanční architektury s významnými úpravami z raného baroka.
Ve Vatikánu je ale prostor i pro zcela moderní architekturu, jak ukazuje Aula Pavla VI. z roku 1971, jejímž autorem je Pier Luigi Nervi.

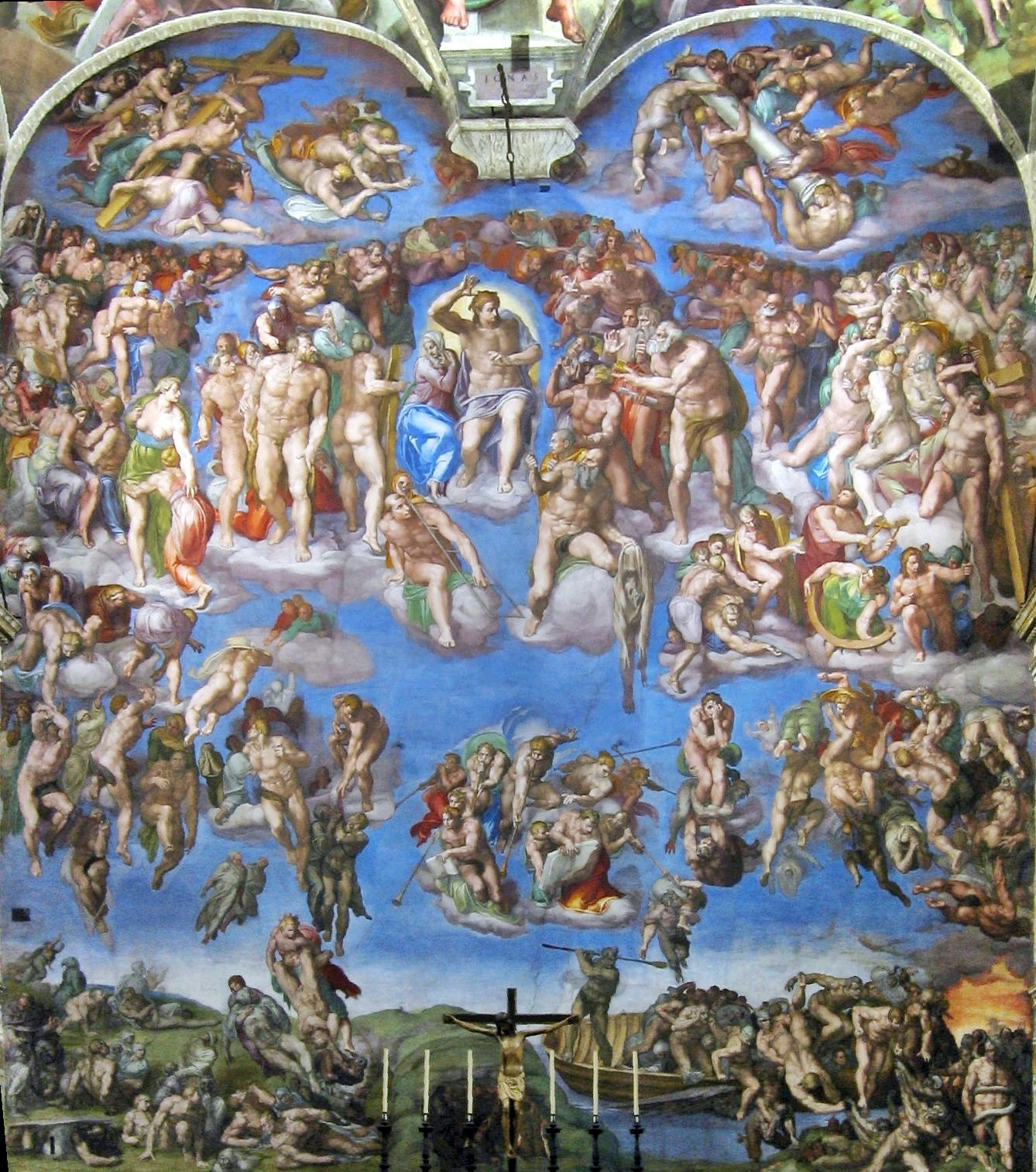
Freska Poslední soud v Sixtinské kapli

## Výtvarné umění
Sixtinská kaple je známá svými freskami od umělců jako byli Perugino, Domenico Ghirlandaio a Sandro Botticelli. Zdobí ji i proslulá nástěnná malba Poslední soud od Michelangela nebo jeho Stvoření Adama. K umělcům, kteří vyzdobili interiéry dalších prostor ve Vatikánu, patří i Raffael Santi a Fra Angelico. Například v severním křídle Apoštolského paláce se nachází Raffaelovy sály, z nichž nejznámějším je Síň signatury, kde lze spatřit proslulé Raffaelovy fresky Athénská škola nebo Disputace o Svátosti oltářní.

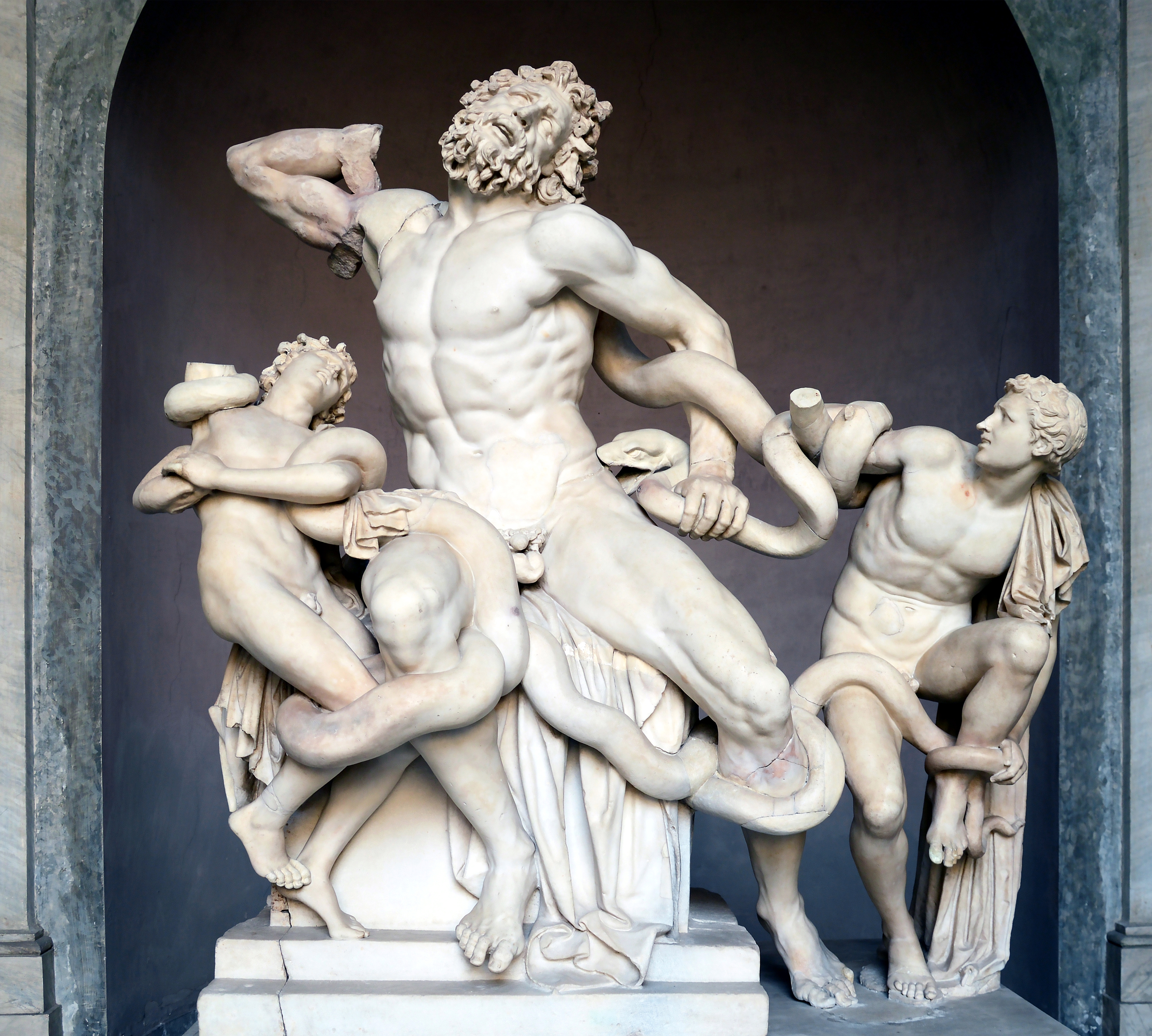
Socha Láokón a synové ve Vatikánských muzeích

Jedním z největších komplexů uměleckých sbírek na světě jsou Vatikánská muzea. Založil je papež Julius II. Unikátní je sbírka antických soch, která obsahuje skvosty jako jsou Láokoón a jeho synové, Augustus z Prima Porty nebo Apollón Belvederský. Součástí je pinakotéka, kde lze spatřit například Raffaelovo Korunování Panny Marie, nedokončený obraz Svatý Jeroným na poušti Leonarda da Vinciho nebo Caravaggiovo Snímání z kříže. Povětšinou jde o skvosty renesančního malířství, ale v roce 1973 byla zřízena i sbírka moderního duchovního umění, kde lze nalézt obrazy Vincenta van Gogha, Paula Gauguina, Marca Chagalla, Paula Klee, Salvadora Dalího nebo Pabla Picassa.

## Literatura

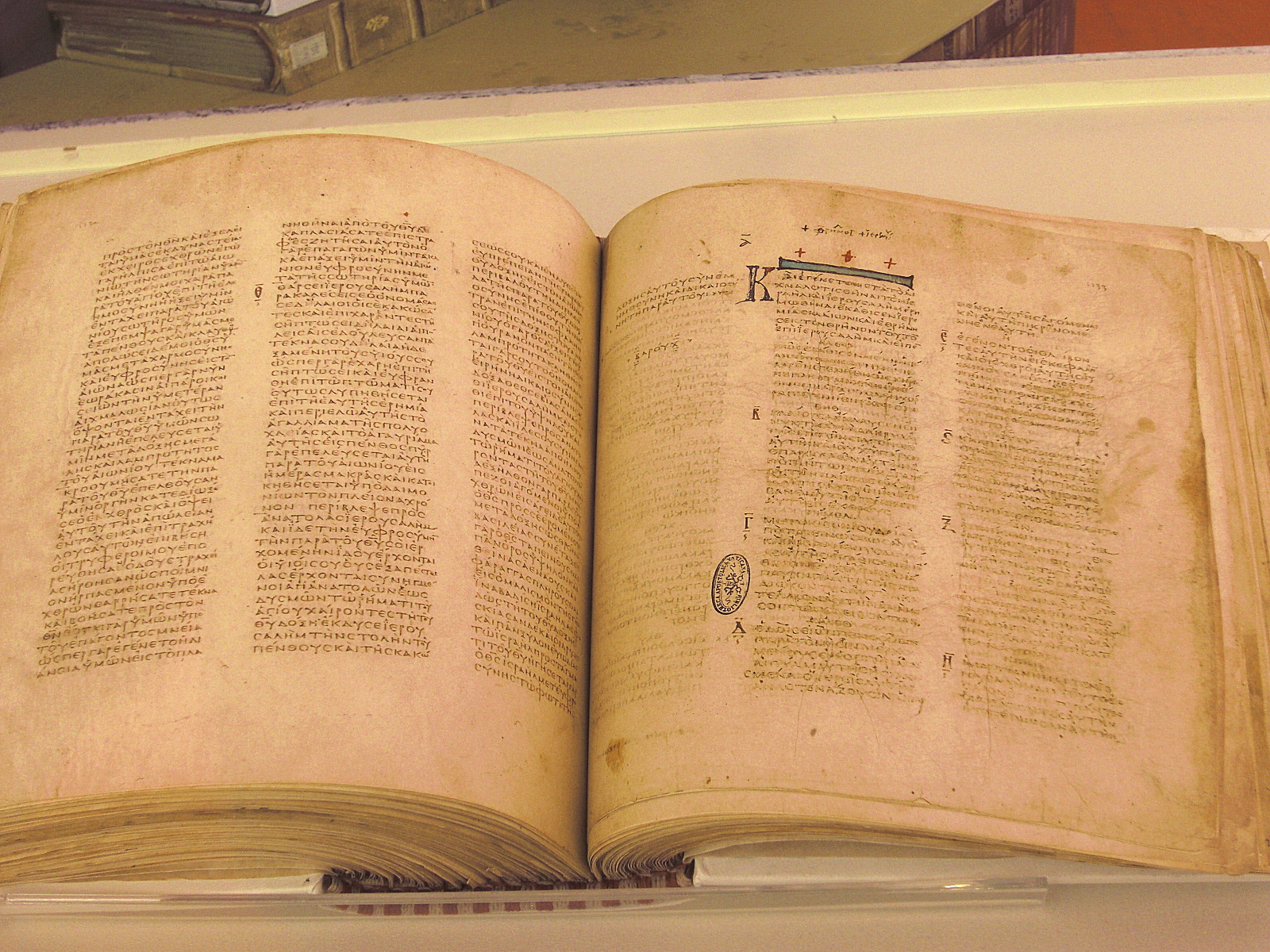
Vatikánský kodex

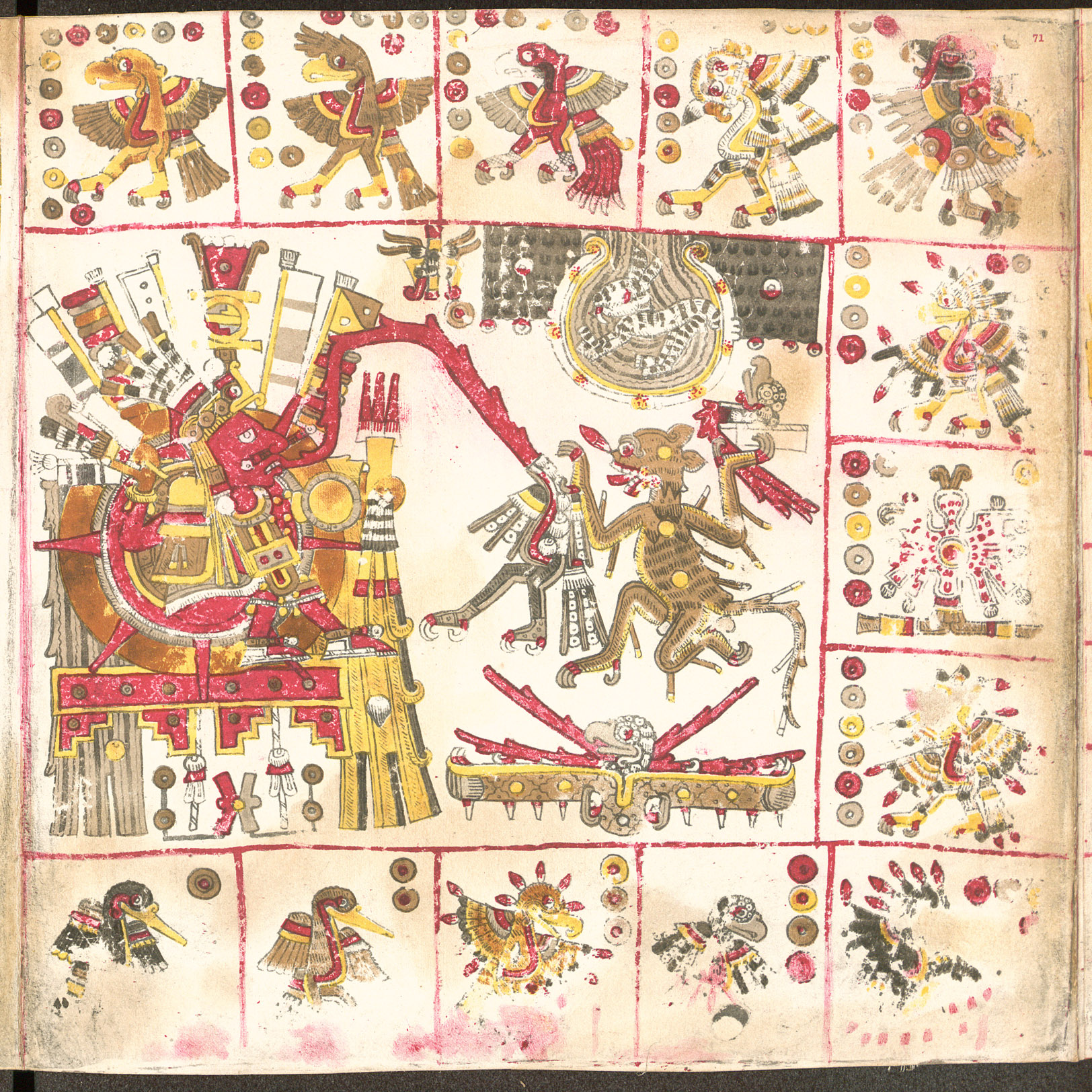
Codex Borgia

## Divadlo
Ve Vatikánu v současnosti neexistují žádné divadelní scény a nepořádají se tu pravidelná veřejná divadelní představení.

## Film
Ve Vatikánu vznikají především reportážní a dokumentární snímky, sledující dění ve Vatikánu i místní památky. Vlastní vatikánskou produkci zajišťuje Vatican Media, spadající pod správu Dikasteria pro komunikaci.
Dále existuje řada filmů i seriálů zahraniční produkce, které se Vatikánu tematicky týkají nebo se v něm odehrávají, nejsou však obvykle natáčeny přímo v autentických kulisách. Mezi ně patří:
- Andělé a démoni
- Boží bankéř[15]
- Madagaskar 3
- Máme papeže!
- Mladý papež
- Mission: Impossible III

Unikátní filmové snímky uchovává Vatikánská filmotéka, která byla založena 16. listopadu 1959 Janem XXIII., aby shromažďovala a uchovávala filmy o katolické církvi. V současnosti obsahuje na 8000 titulů – historické dokumentární filmy o papežích a církevním dění, filmové týdeníky, ale i různé komerční filmy s odpovídající tematikou nebo s vysokou uměleckou hodnotou. Součástí jsou i mnohé raritní snímky z počátků kinematografie. Nejstarší snímek „Papež Lev XIII. ve vatikánských zahradách“ pochází z roku 1896. Depozitáře se nachází v paláci sv. Karla (Palazzo San Carlo) na náměstí sv. Marty ve Vatikánu. Jejich součástí je též promítací sál s 54 sedadly, který byl zrenovován v roce 2005.
Od roku 1997 se Vatikánská filmotéka spolu s Fondazione Ente dello Spettacolo a Papežskou radou pro kulturu podílí na organizaci festivalu Tertio Millennio FilmFest, který se koná každý rok v listopadu v Římě. Za účasti věřících z různých církví má být příležitostí k interkulturnímu a mezináboženskému dialogu.

## Hudba
Hudba ve Vatikánu je úzce spjatá s potřebami církve. Katolická církev a papežský stát jako předchůdce Vatikánu hrály významnou roli ve vývoji evropské hudby. Například hudební teorii i notovému záznamu se věnoval papež Řehoř I., po němž je pojmenován gregoriánský chorál.

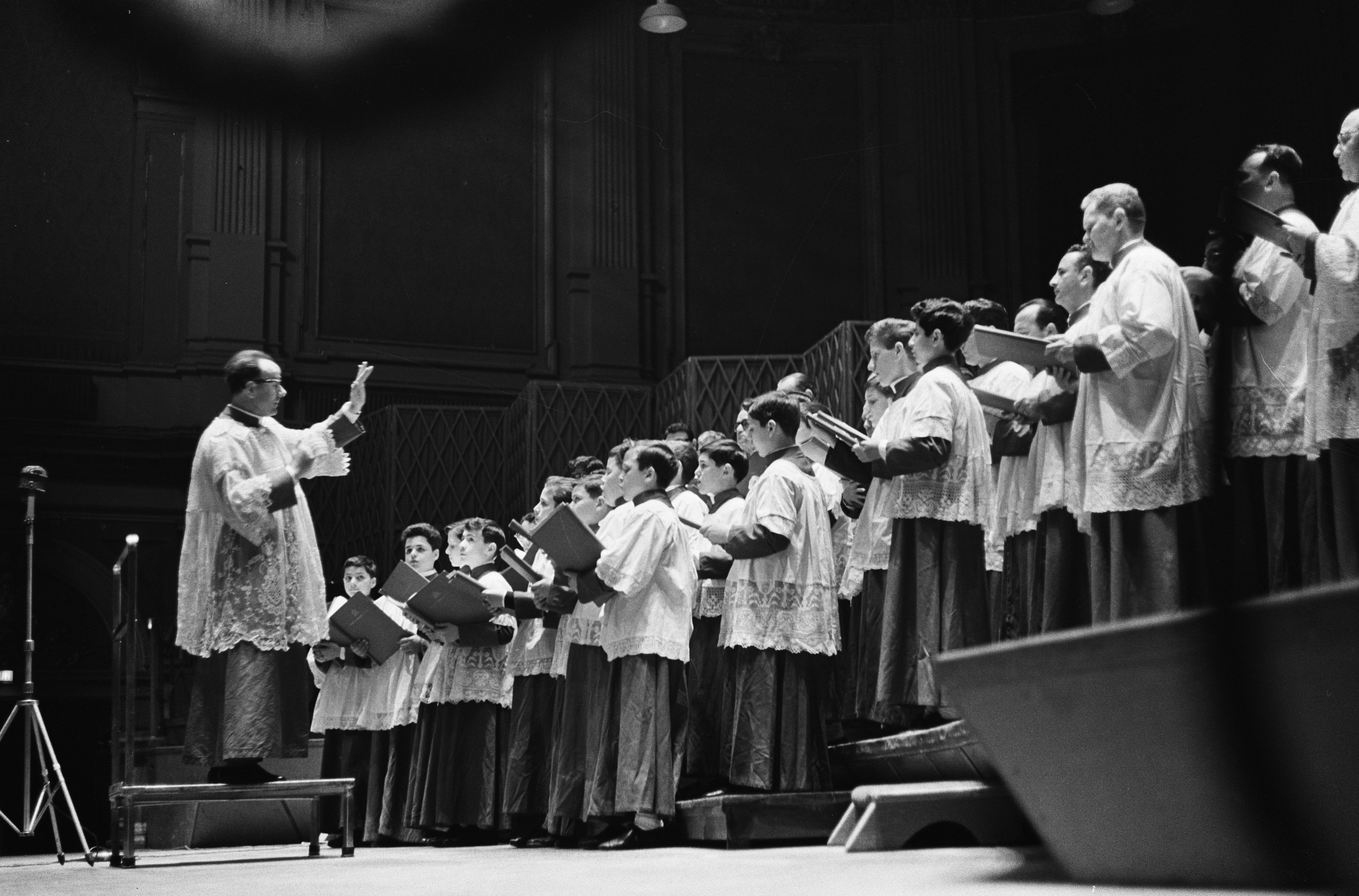
Sbor Sixtinské kaple

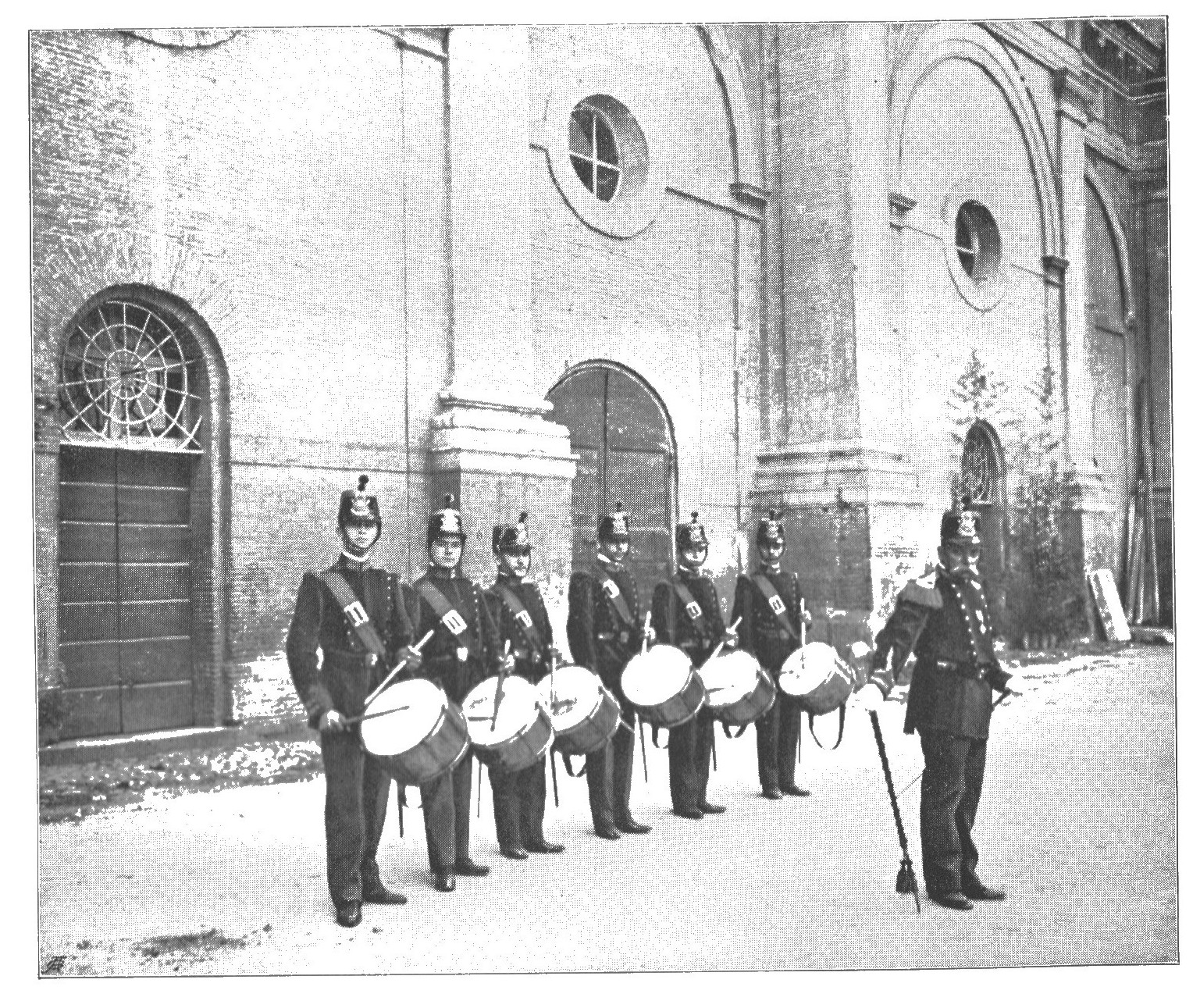
Četnická kapela z počátku 20. století

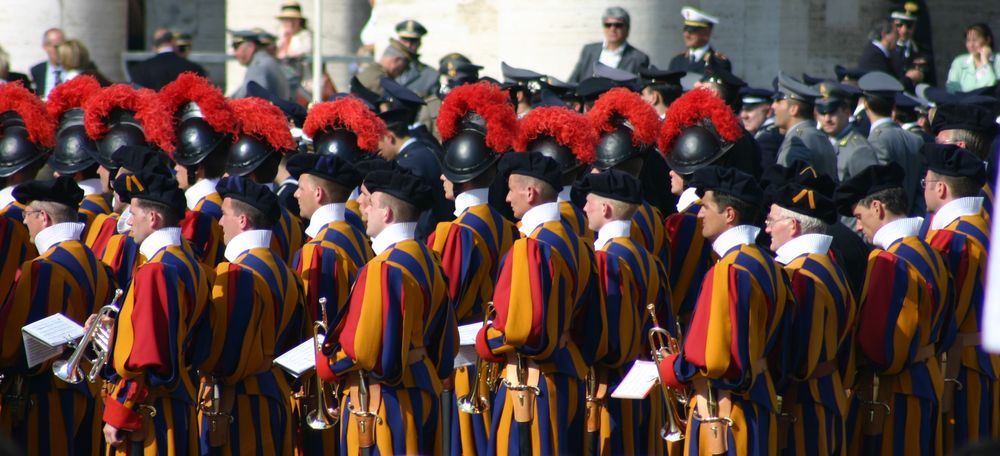
Kapela Švýcarské gardy

Mezi významná hudební tělesa patří Sbor Sixtinské kaple a sbor při bazilice sv. Petra (Capella Giulia), ale působí zde také kapela vatikánských četníků či Švýcarské gardy.
- Sbor sixtinské kaple (italsky Cappella musicale pontificia sistina) je vícehlasý sbor, jehož úkolem je doprovázet papežské liturgie.[20] Sbor založil papež Sixtus IV. v roce 1471, jedná se tudíž o jeden z nejstarších, stále fungujících sborů na světě. Skládá se přibližně z 20 mužů (italsky Cantori – basy, tenory) a 30 chlapců (italsky Pueri cantores – alty, soprány).[21] Od 2. poloviny 20. století se pěvecké těleso kromě účasti na bohoslužbách věnuje i mezinárodním vystoupením a objevuje se v rozhlasovém či televizním vysílání. V letech 2015 až 2019 vydal sbor čtyři studiová alba ve vydavatelství Deutsche Grammophon.[22]
- Capella Giulia (plným názvem Cappella musicale Giulia della basilica papale di San Pietro in Vaticano) je smíšený pěvecký sbor, jehož úkolem je doprovázet liturgie v bazilice sv. Petra s výjimkou těch, které slouží papež (v tom případě hudbu zajišťuje Sbor Sixtinské kaple).
- Hudební kapela četnického sboru (italsky Banda musicale del Corpo della Gendarmeria) byla založena roku 2007, aby navázala na původní kapelu papežského četnictva z roku 1851.[23][24] Vystupuje na slavnostních akcích četnictva, ale účastní se i dalších vystoupení ve Vatikánu či mimo něj. Kapelu tvoří asi 100 hudebníků – kromě vatikánských četníků se jedná i o dobrovolníky z různých italských vojenských kapel, jako je Italian Army Music Band a Italian Carabinieri Band. V roce 2012 vydala kapela vlastní album.[25]

- Počátky Hudební kapely papežské švýcarské gardy (italsky Banda della Guardia Svizzera) sahají k roku 1881, kdy se členové gardy začali příležitostně scházet ke společnému hraní.[26] Ovšem až v roce 2006, u příležitosti 500. výročí založení gardy vznikla oficiální hudební kapela.[26] Vystupuje zřídka, protože jednotliví členové zastávají i nadále povinnosti papežské stráže a navíc dochází k častým obměnám sboru (členové gardy se obvykle po uplynutí dvouleté služby vrací zpět do Švýcarska).[26] Pravidelně však hraje v době adventu na náměstí sv. Petra a při ceremoniálu slavnostní přísahy nových členů vždy 6. května.[26][27] Kapela vydala již dvě alba – první nahrávka z roku 1979 s názvem Spiel Päpstliche Schweizer-Garde obsahovala tradiční vojenské pochodové skladby,[28] zatímco album ze závěru roku 2012 s názvem Weihnachten mit der Schweizergarde uvádí vánoční melodie.[26][29]

Roku 2015 vydal papež František album Wake Up!, na němž se mísí papežské promluvy a modlitby s moderní pop-rockovou hudbou. Podobná alba vydali i předchozí papežové Jan Pavel II. a Benedikt XVI., jejich nahrávky byly ovšem doplněny zejména církevní, případně klasickou hudbou.

### Koncerty
V roce 1993 vznikla ve Vatikánu tradice Vánočních koncertů (italsky Concerto di Natale). Až do roku 2005 tyto koncerty pravidelně hostil Vatikán, poté se odehrávaly i na jiných místech.
Od roku 2013 připravují Vatikánská muzea ve spolupráci s mladými italskými hudebníky pravidelné letní koncerty klasické hudby v rámci nočních prohlídek. V letech 2013 - 2014 byl cyklus koncertů uváděn pod názvem Il Bello da Sentire, poté jako Musica ai Musei. Zahajovací a závěrečné koncerty jsou obohaceny o vystoupení kapel vatikánských četníků a italské armády (letectvo, námořníctvo).

## Kultura v širším smyslu slova

### Jazyk
Vatikán nemá oficiálně stanovený žádný úřední jazyk. Na rozdíl od Svatého stolce, který využívá latinu, se k běžné komunikaci i pro úřední dokumenty používá italština. Objevují se zde však i jiné jazyky, protože obyvatelé pocházejí téměř z celého světa. Švýcarská garda dostává povely v němčině. Každý příslušník této gardy pak skládá svou přísahu v mateřském jazyce – v němčině, italštině, francouzštině či rétorománštině.
Deník L'Osservatore Romano vychází v italštině, stručný souhrn nejdůležitějších článků je pak vydáván v dalších sedmi jazycích jednou týdně (francouzsky, anglicky, španělsky, portugalsky, německy a malajálamsky) či jednou měsíčně (polsky).
Vatikánský rozhlas vysílá v 41 jazycích (včetně esperanta a latiny) a provozuje navazující webové stránky Vatican News v 35 jazycích (angličtina, albánština, arabština, arménština, běloruština, bulharština, čeština, čínština, esperanto, francouzština, hebrejština, hindština, chorvatština, italština, japonština, kannadština, korejština, litevština, lotyština, maďarština, makedonština, malajálamština, mongolština, němčina, polština, portugalština, rumunština, ruština, slovenština, slovinština, španělština, švédština, tamilština, ukrajinština a vietnamština).

Vatikán a Svatý stolec rovněž rozvíjejí dědictví latinského jazyka, zejména církví užívané církevní latiny. K tomuto účelu byla v roce 2012 založena Papežská latinská akademie, nahrazující starší nadaci Latinitas. Významným dílem této instituce je Lexicon Recentis Latinitatis – italsko–latinský slovník latinských neologismů.

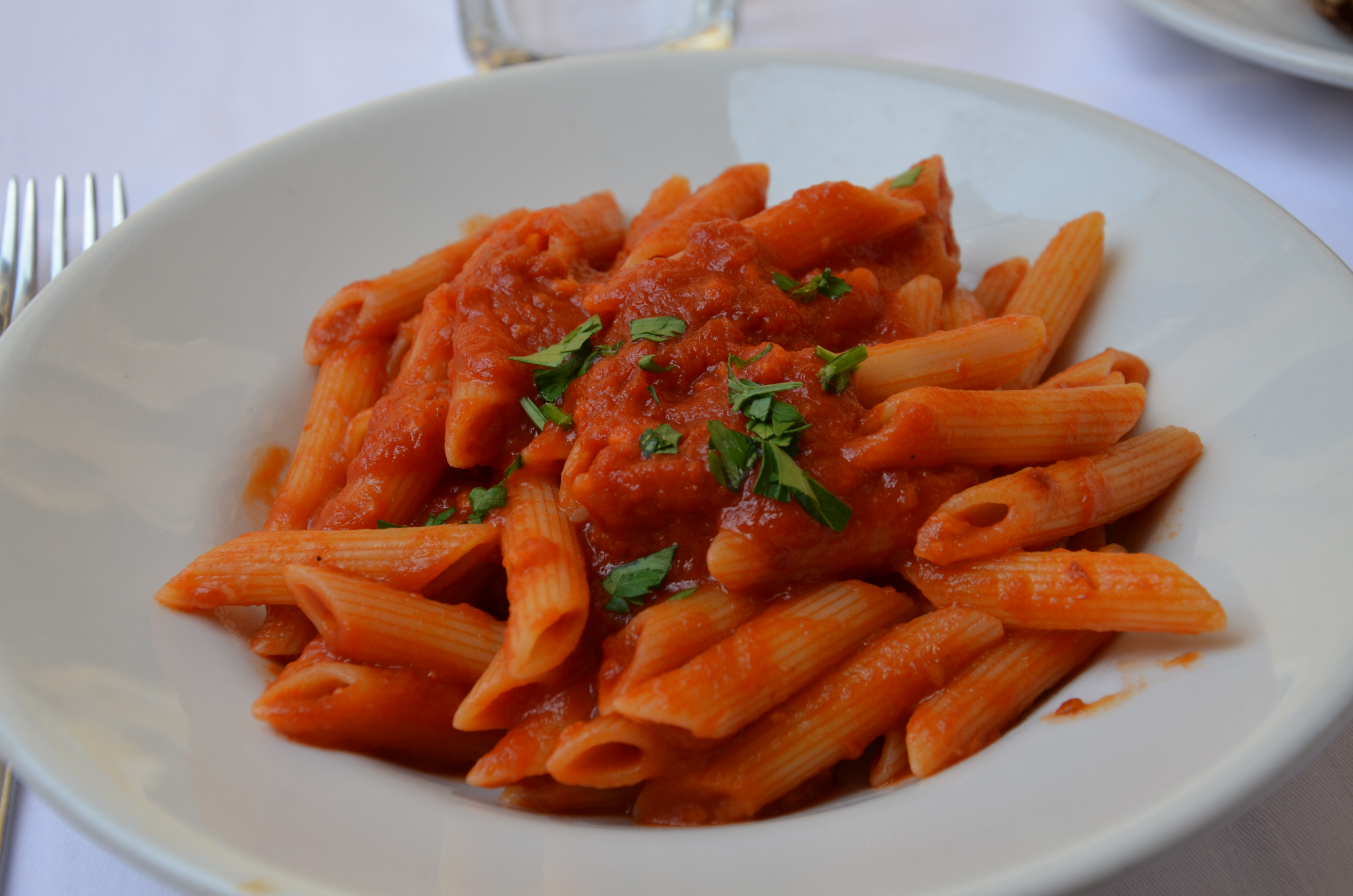
Italské těstoviny

### Kuchyně
Vatikánská kuchyně nemá jednoznačné vymezení, protože Vatikán je mikrostát uvnitř Itálie, obývaný lidmi mnoha národností. Je zde jen jedna veřejná restaurace a několik kaváren (ve Vatikánských muzeích). Italské pokrmy jsou nejběžnější. Oblíbené je telecí maso, kuřata, zvěřina, ryby i mořské plody. K nejoblíbenějším jídlům patří těstoviny a pizza, obojí připravované na tisíce způsobů. Jednou z tradičních polévek je minestrone se zeleninou, rýží nebo těstovinami a čerstvě nastrouhaným parmezánem.
Jediné jídlo, které je uváděno jako skutečně tradiční pouze pro Vatikán je lilek s parmezánem Švýcarské gardy. Jedná se o směs nakrájeného lilku, parmezánu a koření.

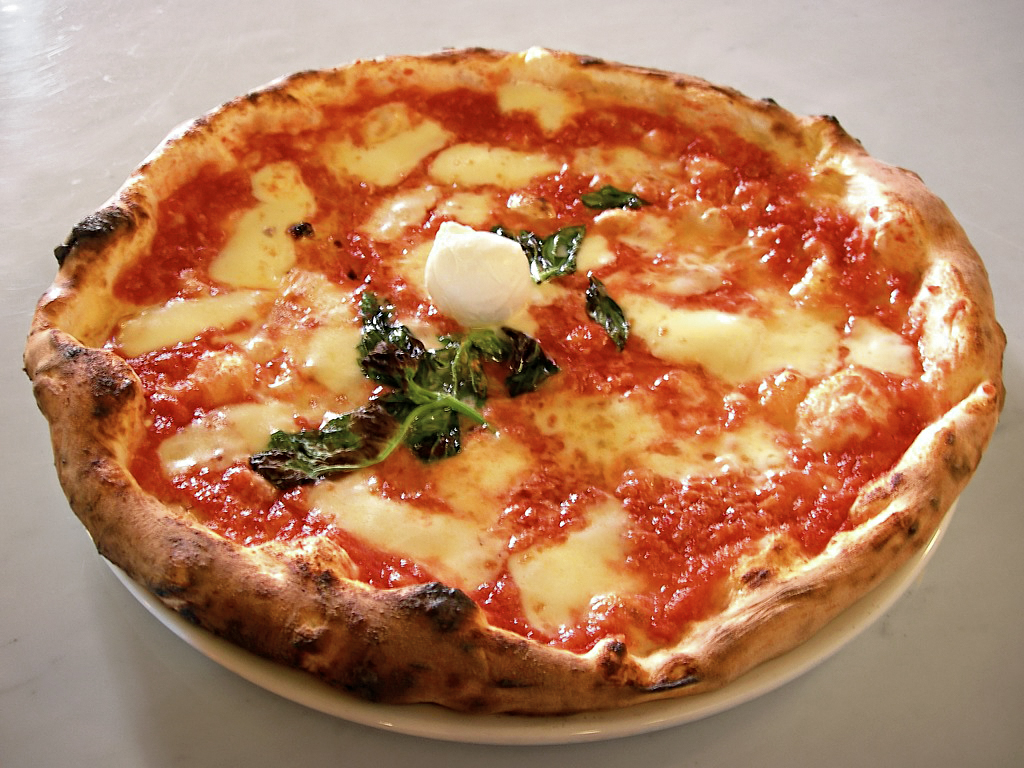
Italská pizza

Bývalý člen Švýcarské gardy a současně i kuchař David Geisser vydal v roce 2014 kuchařskou knihu Buon Appetito, kerá byla později vydána ve více než deseti jazycích pod názvem Vatikánská kuchařka (anglicky Vatican Cookbook). V roce 2020 vydal David Geisser další díl, nazvaný Vatikánská vánoční kuchařka (anglicky Vatican Christmas Cookbook).

### Oděv
Vatikán vzhledem ke své historii i velikosti postrádá svébytný lidový oděv. Za tradiční lze považovat liturgické a řeholní oděvy, protože jsou ale nošeny i v jiných částech světa, patří výhradně Vatikánu jen úbor papeže. Podle tradice ze 16. století je jeho základem bílá klerika, bílé cingulum a bílé solideo. K dalším, zřídka užívaným částem papežského oděvu patří červená obuv, sametová čepice camauro s kožešinovým lemem či krátká pláštěnka mozetta. V minulosti užíval papež jako odznak své moci korunu, zvanou tiára. Papež Pavel VI. se jí ovšem v roce 1964 veřejně zřekl a od té doby se nenosí.
Nepřehlédnutelné jsou pestrobarevné uniformy Švýcarské gardy, jejichž původ sahá až do 16. století. Současnou podobu navrhl roku 1914 tehdejší velitel gardy Jules Répond ve snaze navrátit měnícím se uniformám jejich původní vzhled. Inspiroval se Raffaelovými freskami, klobouky nahradil barety a plisovaný nákrčník bílým límcem. Při nepříznivém počasí oblékají gardisté přes uniformy tmavě modrý plášť bez rukávů, svazovaný na bocích modrými stuhami. Při slavnostních příležitostech mění prostý bílý límec za plisovaný nákrčník a baret za morion se znakem Julia II., ozdobený pštrosím perem podle hodnosti a funkce – bílé pero je určené pro velitele a jeho zástupce, fialové pro důstojníky, červené pro poddůstojníky i řadové gardisty a černožluté (na černé přilbě) pro bubeníky. Pro obzvláště slavnostní příležitosti, jako je přísaha nových členů, oblékají gardisté navíc ještě hrudní pancíř. Méně známá je nenápadná, tmavě modrá „pracovní“ uniforma s širokým bílým límcem.

Moderní uniformy Vatikánských četníků (Corpo della Gendarmeria) tvoří tmavě modré sako a kalhoty s černým pruhem na boku, doplněné bílou košilí a ve slavnostní verzi i černou kravatou. Hlavu kryje čepice képi s odznakem Vatikánu. 

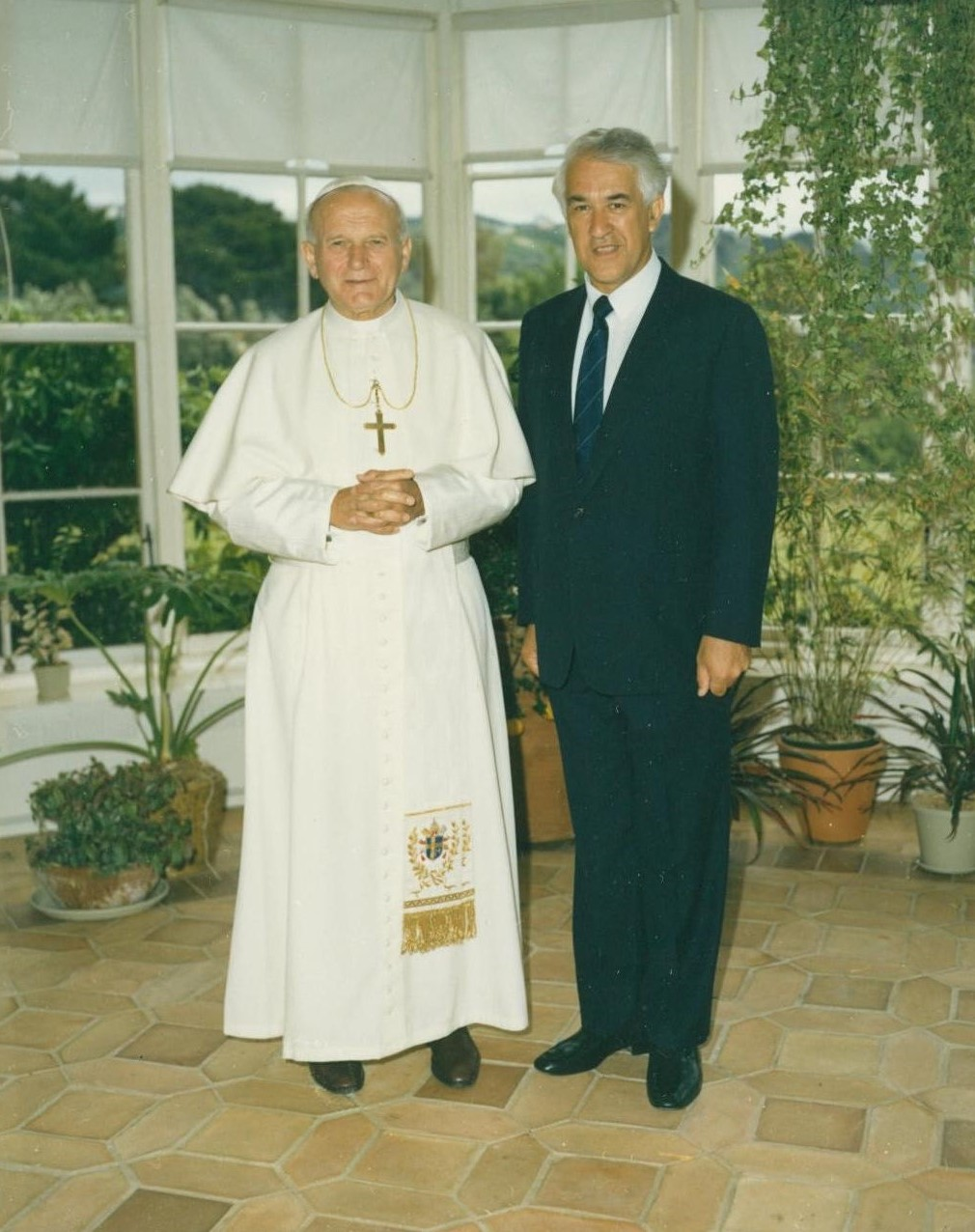
Papež Jan Pavel II v bílém papežském oděvu
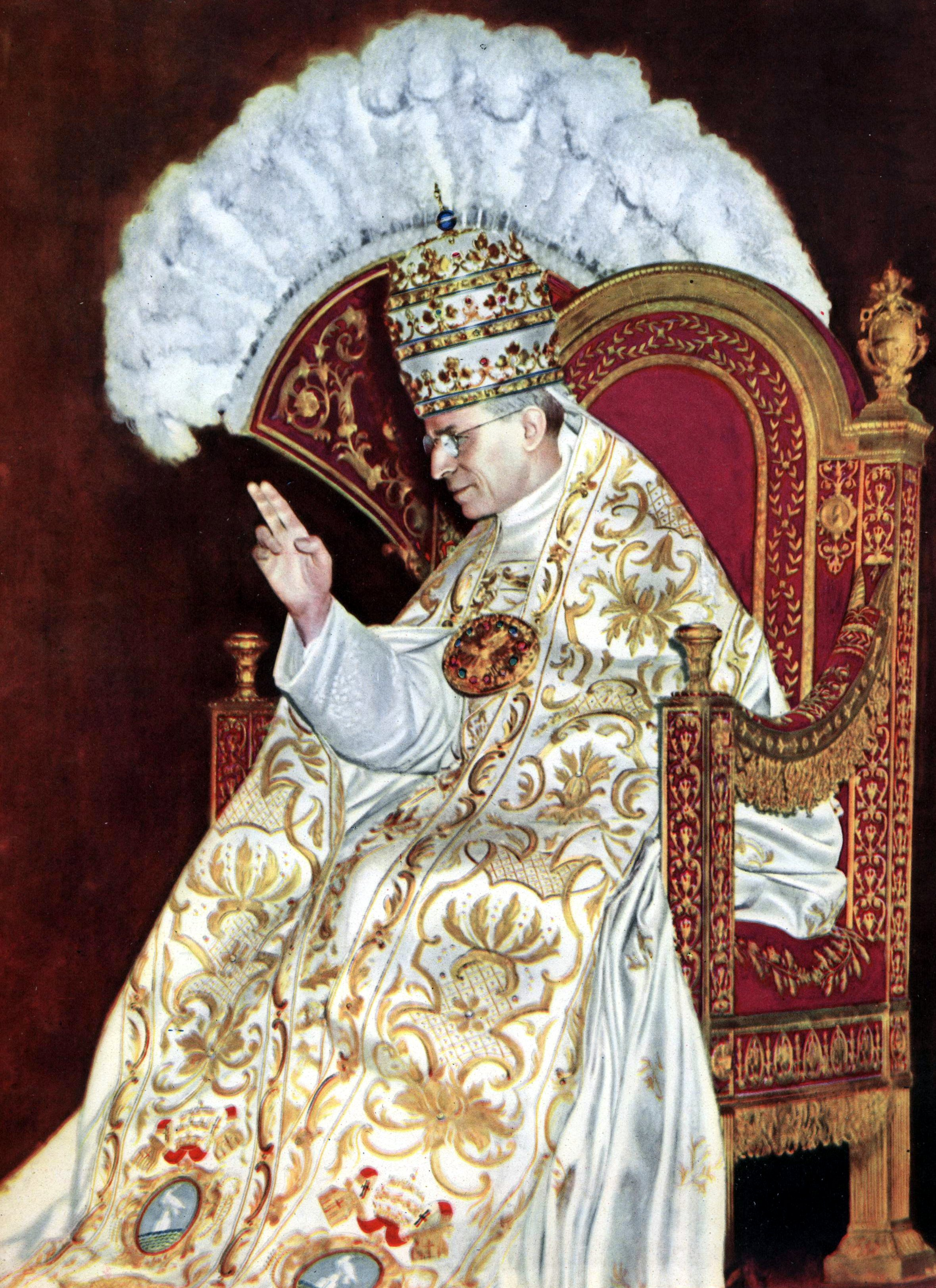
Papež Pius XII. s tiárou
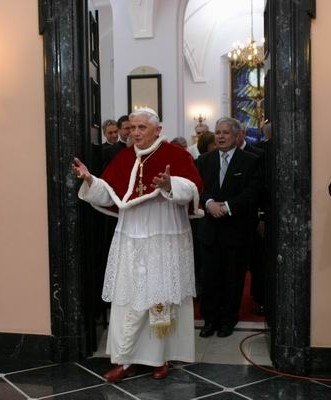
Papež Benedikt XVI. v mozettě
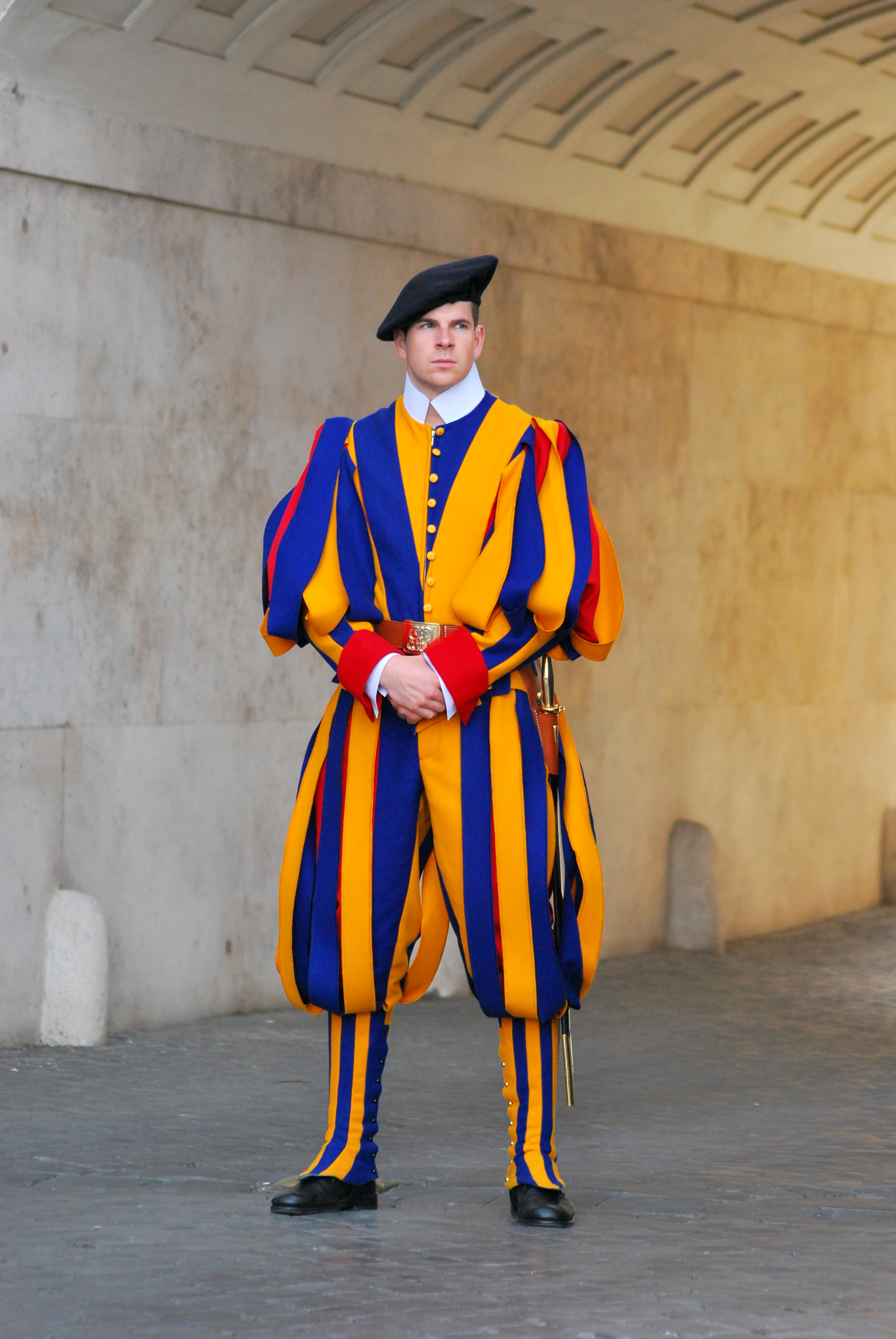
Základní uniforma Švýcarské gardy
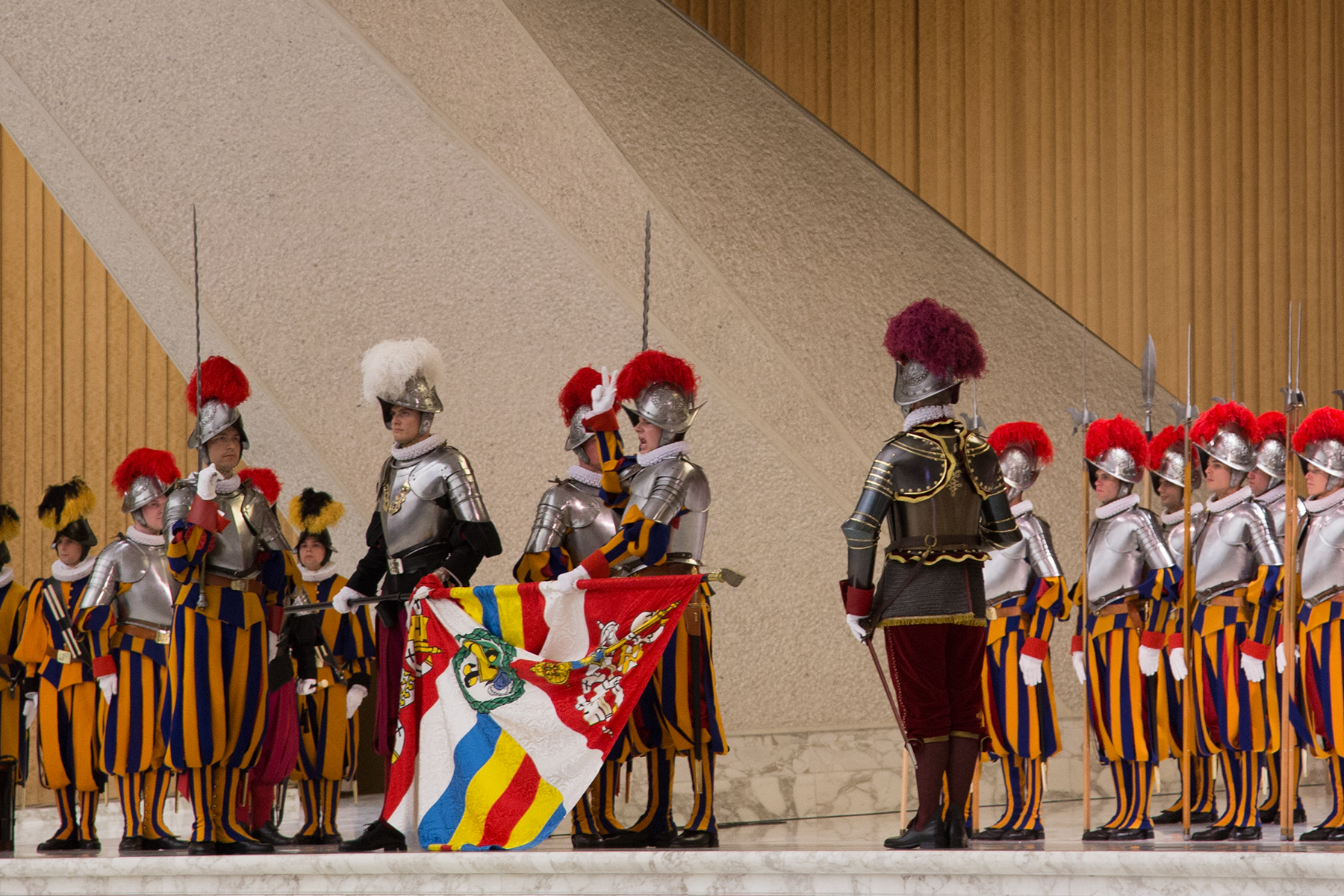
Slavnostní uniforma Švýcarské gardy
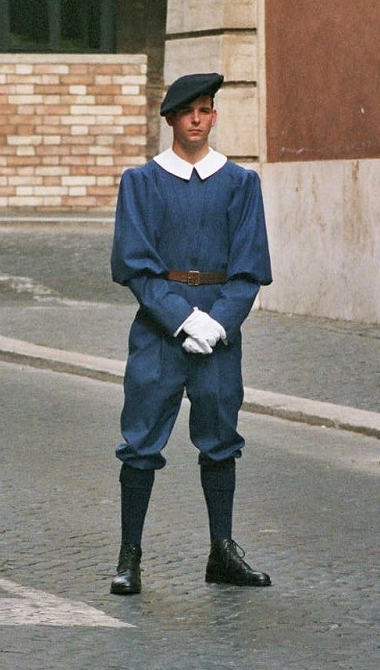
Pracovní uniforma Švýcarské gardy
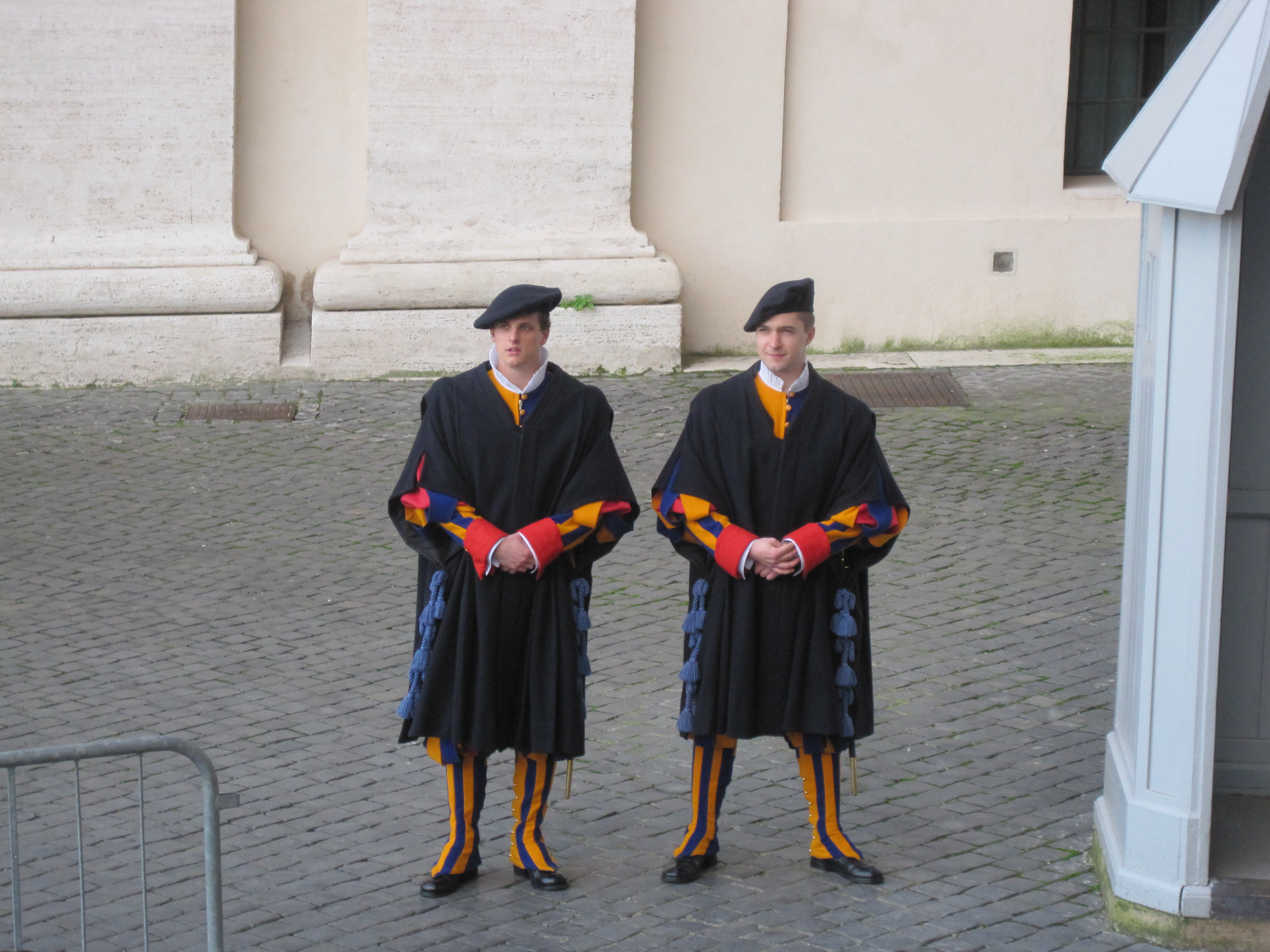
Gardisté v pláštích
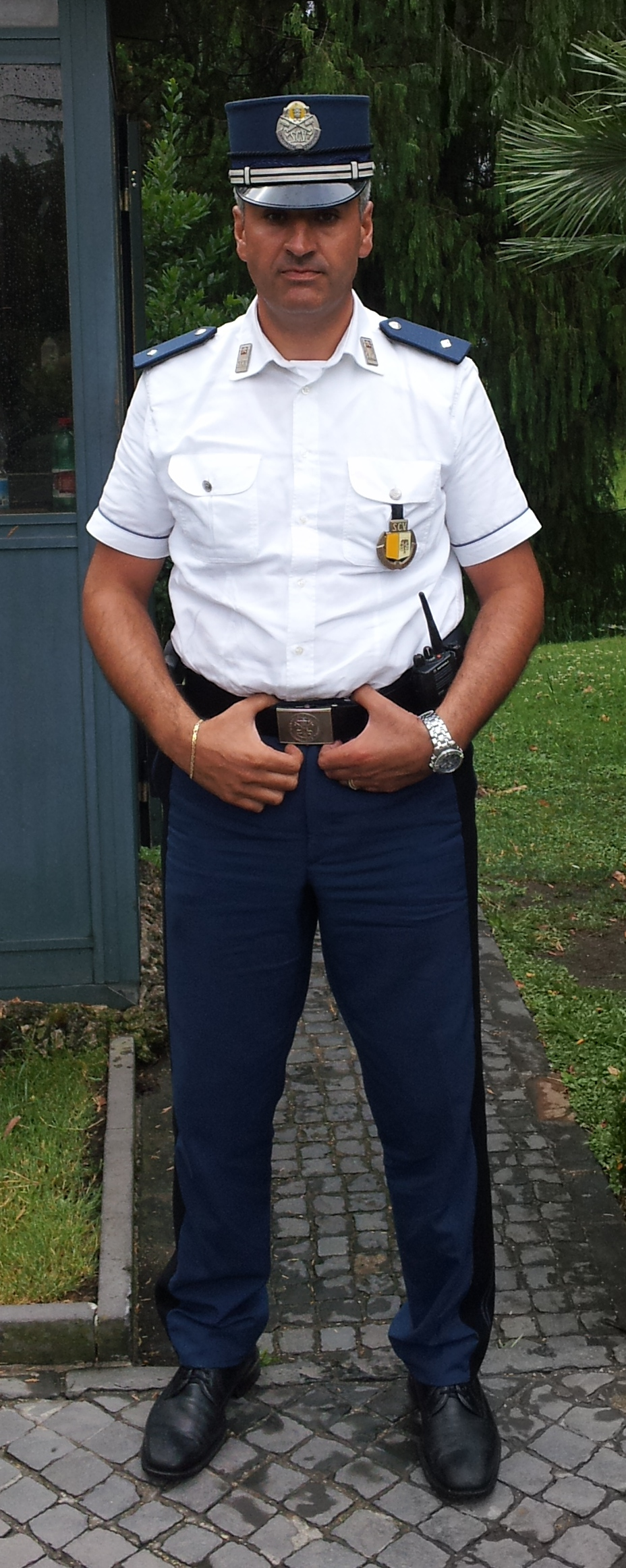
Strážní uniforma vatikánských četníků
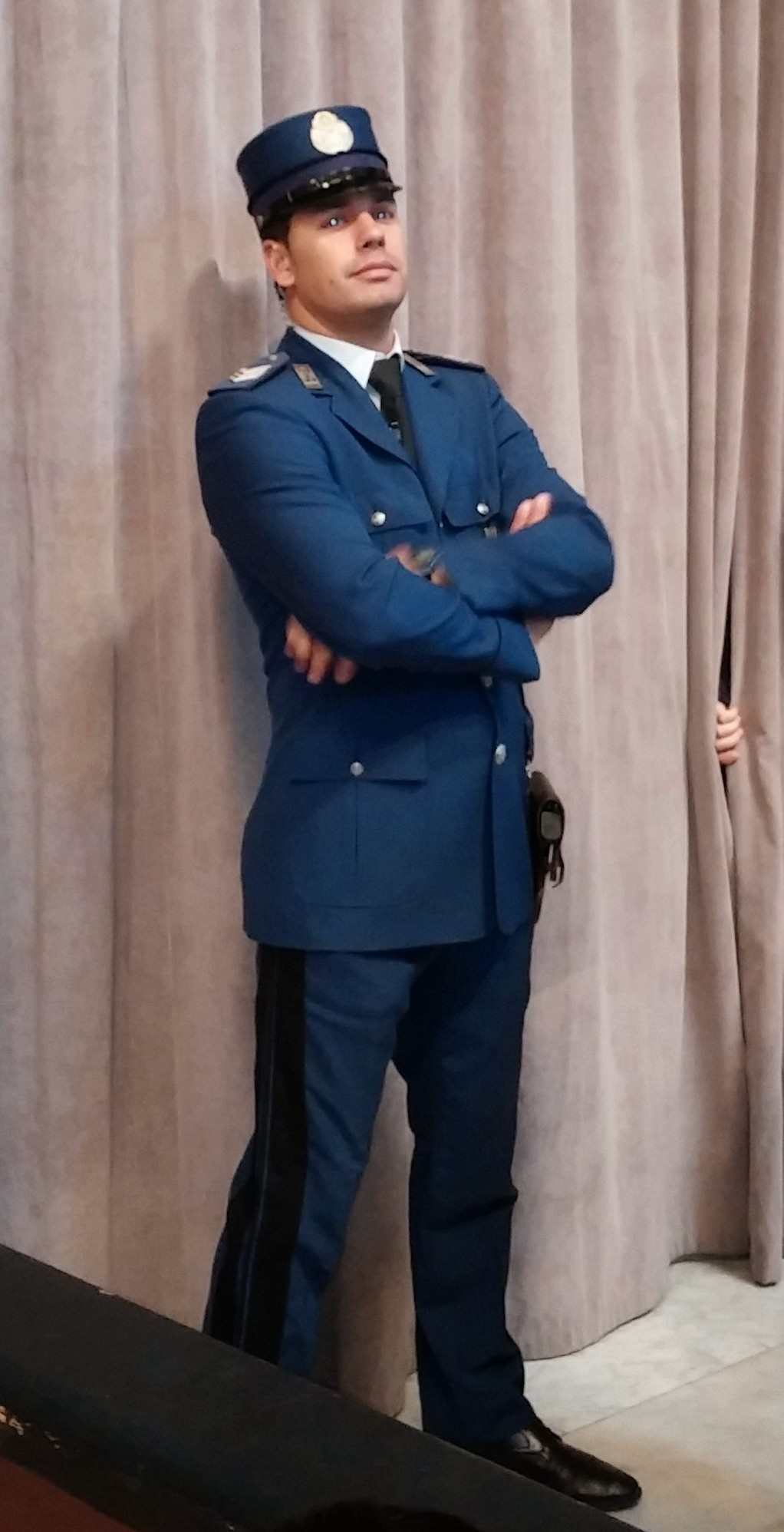
Slavnostní uniforma vatikánských četníků
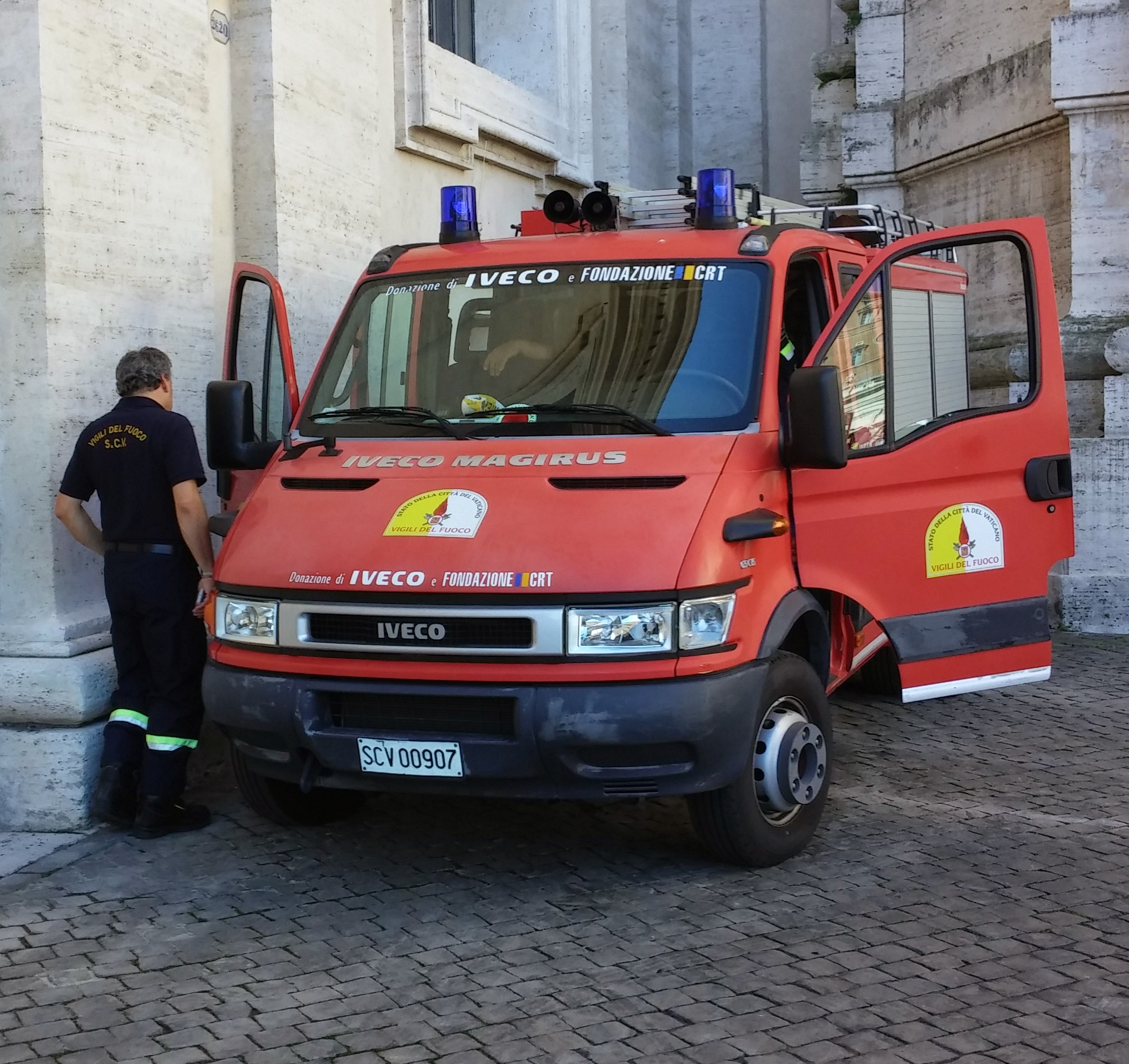
Zásahová uniforma vatikánských hasičů
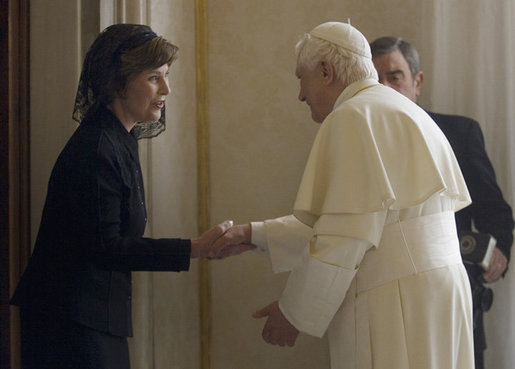
Černé šaty a závoj pro soukromou audienci u papeže
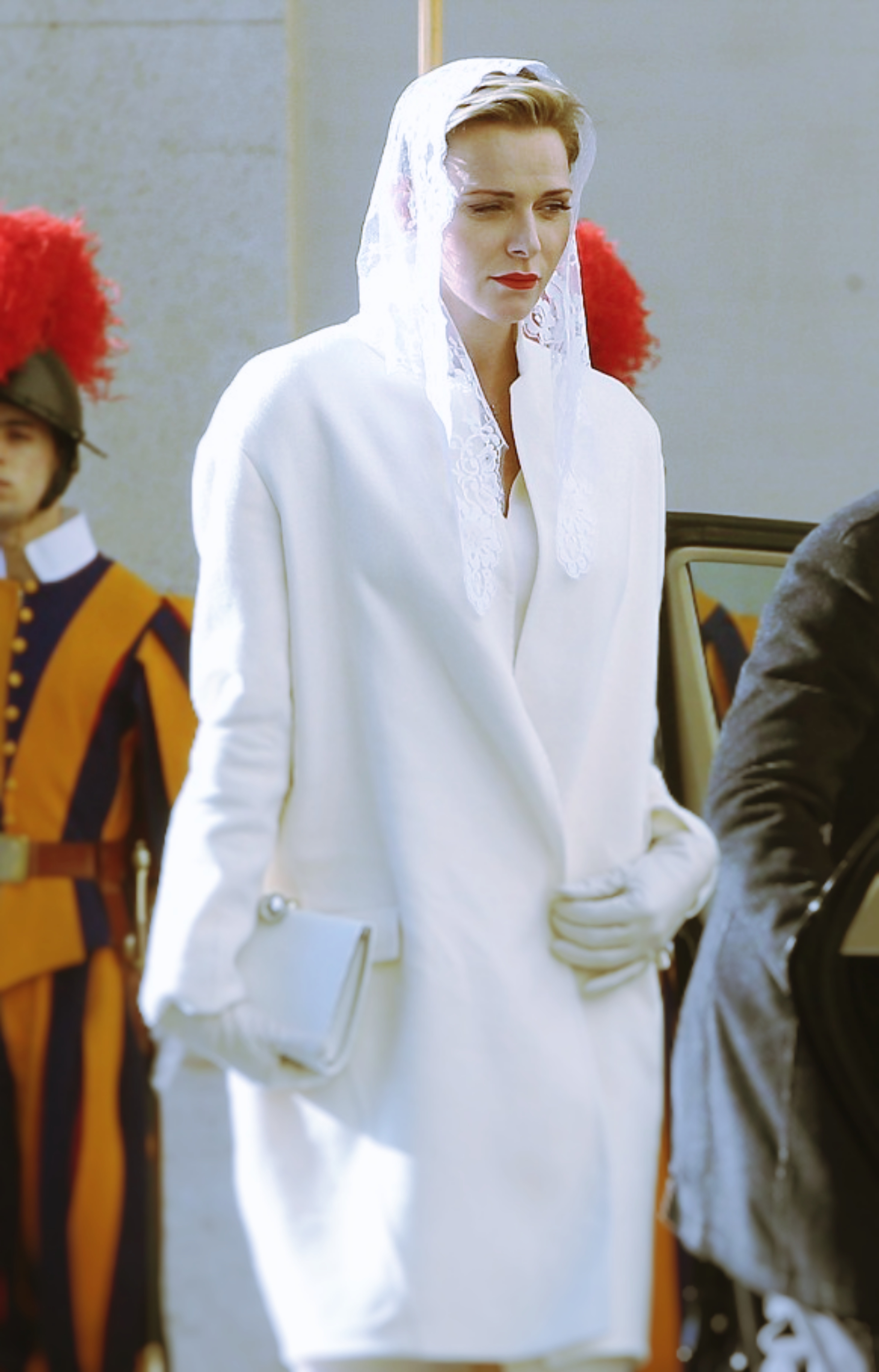
Monacká kněžna uplatňuje privilegium bílé

Při běžném pohybu po území Vatikánu, při návštěvě baziliky svatého Petra, Sixtinské kaple nebo Vatikánských muzeí se od obyvatel i návštěvníků očekává decentní oblečení, zakrývající ramena a nohy pod kolena.
Formálnější je dress code pro oficiální papežské audience. U mužů je vyžadován oblek, zatímco u žen jsou to dlouhé černé šaty s dlouhými rukávy a pokrývka hlavy, tvořená dlouhým černým závojem. Pouze ženy z několika katolických panovnických rodů (např. královny Španělska či Belgie nebo monacká kněžna) mohou před papeže předstoupit v bílých šatech (tzv. privilegium bílé).

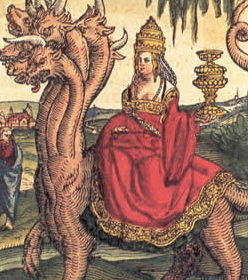
Karikatura papežky Jany ze 16. století

### Zvyky a tradice
Vatikánu chybí tradiční folklór a většina zvyků a svátků odpovídá duchovnímu významu místa. Velké slavnosti a státní svátky jsou spojeny s liturgickým rokem, v němž dominuje období Vánoc a Velikonoc. Pravidelné papežské audience i veřejné bohoslužby navštěvují tisíce poutníků z celého světa. Mezi tradice s pevně daným řádem patří konkláve – volba nového papeže.

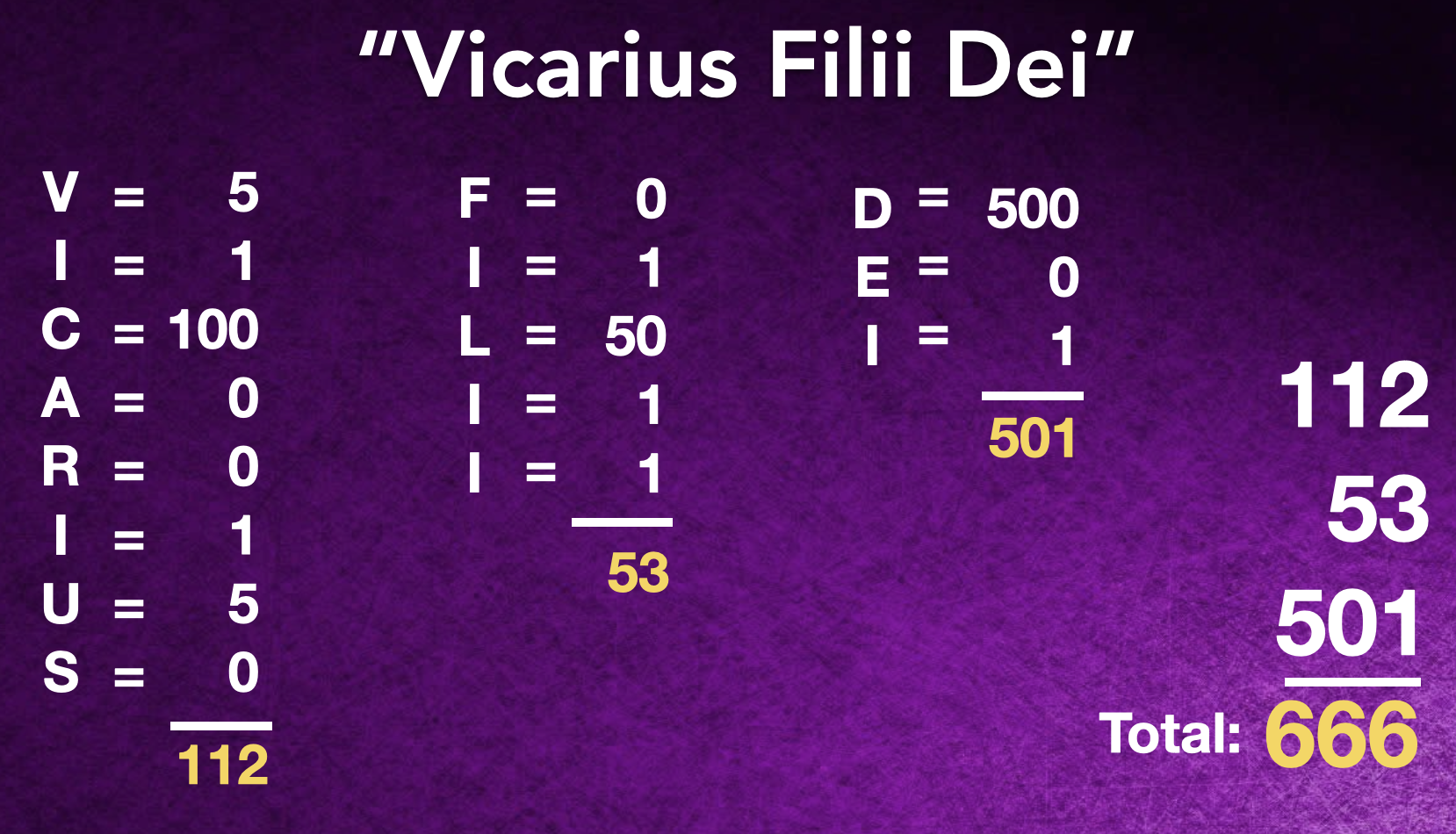
Způsob numerického vyjádření sousloví Vicarius filii dei

Vatikán, papeži a papežství jsou předmětem mnoha legend a od 20. století i konspiračních teorií. K nejznámějším legendám patří:
- Příběh o papežce Janě, která se měla v 9. století stát jedinou ženou, zvolenou do čela církve. Při jedné z veřejných akcí ovšem porodila, čímž se prozradila a byla na místě ukamenována. V následujících staletích se pak pečlivě kontrolovalo pohlaví nově zvolených papežů.[60]
- Vicarius Filii Dei (v latině Vikář Syna Božího) – nápis, který je podle legendy jako jeden z papežských titulů uváděn na papežských tiárách. S oblibou je poukazováno na možné číselné vyjádření na základě gematrie, čímž vznikne číslo 666, které je v Bibli označováno jako číslo šelmy a označení Antikrista.[60]
- Proroctví svatého Malachiáše neboli Proroctví o posledním papeži, které předpokládá, že současný papež je poslední a jeho pontifikát skončí zničením Říma.[61]

Existuje i mnoho zvěstí o bájných předmětech, uchovávaných ve Vatikánském apoštolském archivu. Podle některých teorií je zde uložen Svatý grál, Svaté kopí, Archa úmluvy nebo chronovizor, dále tajné informace o převorství sionském nebo důkazy, že Ježíš měl manželku i potomky. Početné mýty jsou přiživovány mimo jiné velmi omezeným přístupem do archivu a rovněž původním názvem, který zněl až do roku 2019 Vatikánský tajný archiv (latinsky Archivum Secretum Vaticanum). Původní význam latinského termínu secretum ovšem není „tajný“, nýbrž „soukromý”. Název tedy označoval soukromý archiv papeže, nikoliv archiv utajovaných dokumentů. Přejmenování na Vatikánský apoštolský archiv je součástí snahy o větší otevřenost a demýtizaci, k níž patří i rozsáhlá digitalizace sbírek nebo výstava některých nejvýznamnějších dokumentů, uspořádaná v roce 2012 v Kapitolských muzeích v Římě pod názvem Lux in Arcana.